# Divize C 2009/2010
V soubojích 45. ročníku České divize C 2009/10 se utkalo 16 týmů dvoukolovým systémem podzim - jaro. Tento ročník začal v srpnu 2009 a skončil v červnu 2010.

## Nové týmy v sezoně 2009/10
Z ČFL 2008/09 sestoupila mužstva FK OEZ Letohrad a FK Náchod/Deštné. Z krajských přeborů postoupila vítězná mužstva ročníku 2008/09: 1. FK Nová Paka z Královéhradeckého přeboru, TJ Jiskra Ústí nad Orlicí z Pardubického přeboru a PFC Český Dub z Libereckého přeboru. Do divize B byla přeřazena mužstva Bohemians 1905 „B“ a TJ Kunice.

## Kluby podle přeborů
- Královéhradecký (6): FK Náchod/Deštné, TJ Dvůr Králové nad Labem, RMSK Cidlina Nový Bydžov, SK Převýšov, FC Hradec Králové „B“, 1. FK Nová Paka.
- Pardubický (5): TJ Sokol Živanice, FK OEZ Letohrad, FK Pardubice, AFK Chrudim, TJ Jiskra Ústí nad Orlicí.
- Liberecký (2): FK Pěnčín-Turnov, PFC Český Dub.
- Středočeský (2): FK Dobrovice, FC Velim.
- Praha (1): SK Horní Měcholupy.

## Výsledná tabulka
| Poř. | Tým                       | Z  | V  | R | P  | VG | OG | B  |
| ---- | ------------------------- | -- | -- | - | -- | -- | -- | -- |
| 1.   | FK Pardubice              | 30 | 25 | 3 | 2  | 70 | 16 | 78 |
| 2.   | AFK Chrudim               | 30 | 16 | 3 | 11 | 49 | 39 | 51 |
| 3.   | TJ Jiskra Ústí nad Orlicí | 30 | 13 | 8 | 9  | 43 | 34 | 47 |
| 4.   | SK Horní Měcholupy        | 30 | 14 | 5 | 11 | 37 | 40 | 47 |
| 5.   | FK OEZ Letohrad           | 30 | 12 | 8 | 10 | 35 | 38 | 44 |
| 6.   | 1. FK Nová Paka           | 30 | 12 | 8 | 10 | 37 | 36 | 44 |
| 7.   | FC Hradec Králové „B“     | 30 | 11 | 9 | 10 | 41 | 30 | 42 |
| 8.   | FC Velim                  | 30 | 12 | 6 | 12 | 35 | 36 | 42 |
| 9.   | PFC Český Dub             | 30 | 13 | 3 | 14 | 36 | 46 | 42 |
| 10.  | TJ Dvůr Králové nad Labem | 30 | 12 | 5 | 13 | 42 | 48 | 41 |
| 11.  | RMSK Cidlina Nový Bydžov  | 30 | 13 | 2 | 15 | 41 | 43 | 41 |
| 12.  | FK Náchod/Deštné          | 30 | 12 | 4 | 14 | 37 | 42 | 40 |
| 13.  | FK Pěnčín-Turnov          | 30 | 12 | 1 | 17 | 36 | 45 | 37 |
| 14.  | TJ Sokol Živanice         | 30 | 10 | 7 | 13 | 44 | 51 | 37 |
| 15.  | SK Převýšov               | 30 | 10 | 2 | 18 | 34 | 49 | 32 |
| 16.  | FK Dobrovice              | 30 | 3  | 6 | 21 | 30 | 54 | 15 |

Poznámky:
- Z = Odehrané zápasy; V = Vítězství; R = Remízy; P = Prohry; VG = Vstřelené góly; OG = Obdržené góly; B = Body
- O pořadí klubů se stejným počtem bodů rozhodly vzájemné zápasy.

|  | Postup do ČFL 2010/11                           |
|  | Sestup do příslušného krajského přeboru 2010/11 |